# Arbore
Arbore è un comune della Romania di 7 191 abitanti, ubicato nel distretto di Suceava, nella regione storica della Bucovina.
Il comune è formato dall'unione di 3 villaggi: Arbore, Bodnăreni, Clit.
Di particolare rilievo è il Monastero di Arbore, costruito nel 1503 ed intitolato alla Decapitazione di San Giovanni Battista (Tăierea capului Sfântului Ioan Botezătorul). La chiesa, caratterizzata da un importante ciclo pittorico sulle pareti esterne, è considerata Patrimonio dell'umanità dell'UNESCO quale parte del complesso delle Chiese della Moldavia.
Il monastero di Arbore è stato costruito fra il due aprile ed il ventinove agosto 1503 da Luca Arbore. È stato concepito come la cappella della corte del latifondista e come luogo di sepoltura della sua famiglia. La chiesa ha una struttura rettangolare e non ha torre campanaria (soltanto le chiese dei principi avevano il privilegio di possedere una torre campanaria). Le pitture sono state realizzate in periodi successivi, nel 1541 da Dragos Coman e lo sfondo sul quale sono state realizzate è verde. Gli affreschi del monastero riprendono i temi classici: Il Giorno del Giudizio, l'Assedio di Costantinopoli. La chiesa accoglie la tomba di Luca Arbore, il monumento funerario gotico più importante della Moldavia.